# Fraternidade Reformada Mundial
A Fraternidade Reformada Mundial - FRM (em inglês World Reformed Fellowship) é uma organização cristã ecumênica que promove a união entre igrejas reformadas calvinistas conservadoras ao redor do mundo. O objetivo da organização é a cooperação mutua entre as igrejas membros.

## História

### Fundação

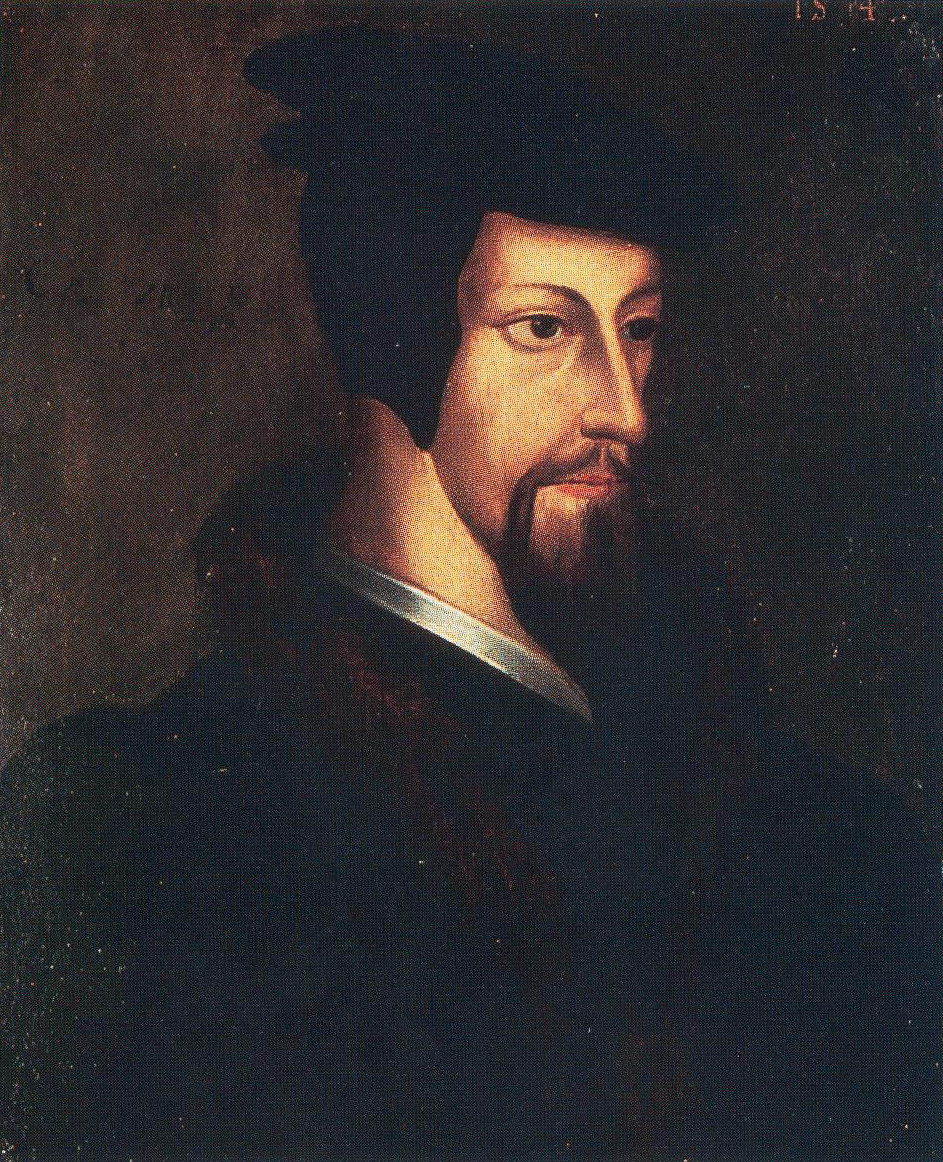
Retrato de Calvino jovem (da coleção da Biblioteca de Genebra).

A Fraternidade Mundial das Igrejas Reformadas (FMIR) foi formada em 1994, pela Igreja Presbiteriana na América, a Igreja Presbiteriana Nacional do México, e a Igreja Presbiteriana do Brasil e igrejas-membro principalmente dos países da América Latina, Índia, África Oriental e nos Estados Unidos da América. A Fraternidade Reformada International (FRI) foi formada em 1994, também com igrejas reformadas na Coreia do Sul, Indonésia, Taiwan, Japão, e de toda a parte da Ásia.
A Fraternidade Mundial das Igrejas Reformadas e Fraternidade Reformada International se uniram em 24 de outubro de 2000, para formar a Fraternidade Reformada Mundial. A FRM é agora um organismo internacional representada em setenta e cinco países.

### Fraternidade Reformada Mundial hoje
A Fraternidade Reformada Mundial quer promover o pensamento Reformado, incentivar as igrejas e pessoas para abraçarem o pensamento Reformado, promover a evangelização na tradição reformada e fornecer fórum para o diálogo. Além disso a fraternidade é considerada fundamental para o ressurgimento da cultura calvinista atual nos países de presenta protestante significativa.
É semelhante em teologia com a Conferência Internacional das Igrejas Reformadas e mais conservadora do que a Comunhão Mundial das Igrejas Reformadas.
A FRM tem conselhos regionais, tais como a Fraternidade Latino-Americana de Igrejas Reformadas e uma Conferência Regional Africana.
Há um total de 83 denominações membros na irmandade, e 141 organizações membros, a partir de março de 2025.
A IV Assembleia Geral da Fraternidade Reformada Mundial foi realizada em São Paulo, Brasil, no dia 23 de março a 27 de março de 2015. Na data a Assembleia discutiu sobre o islamismo, a homossexualidade, Abuso sexual, Tráfico de pessoas, Teologia da prosperidade e cooperação mutua para a plantação de igrejas. Foi aprovada a Declaração de Fé da Fraternidade, bem como os credos e confissões subscritos para a adesão a organização. Neste ano comemorou-se também a cooperação entre a Aliança Evangélica Mundial e a Fraternidade Reformada Mundial.

## Posicionamentos doutrinários

### Base Confessional
A FRM é uma comunhão e não um conselho, que inspirada na tradição reformada de João Calvino, Jonathan Edwards, George Whitefield e muitos outros, deseja unir os cristãos reformados evangélicos.
Para fazerem parte da Fraternidade, os membros têm que concordar com:
- A afirmação de que "As Escrituras do Antigo e do Novo Testamento são sem erro em tudo o que eles ensinam."
- Pelo menos uma das seguintes confissões reformadas históricas: Confissão Gálica, A Confissão Belga, O Catecismo de Heidelberg, Os Trinta e Nove Artigos da Religião, A Segunda Confissão Helvética, Os Cânones de Dort, A Confissão de Fé de Westminster, a Segunda Confissão Batista de Londres de 1689, a Declaração de Savoy[24] ou a própria Declaração de Fé da Fraternidade Reformada Mundial.[24][25]

Assim, a FRM se diferencia da Comunhão Mundial das Igrejas Reformadas, uma vez que exige a subscrição oficial de alguma das confissões de fé reformadas históricas, bem como exige a crença na inerrância bíblica.

### Declaração de Fé da Fraternidade Reformada Mundial
A Declaração de Fé da Fraternidade Reformada Mundial (DFFRM) é o documento que reúne os posicionamentos doutrinários oficiais da organização. Entre as doutrinas declaradas na DFFRM, estão: Trindade; Diofisismo; Predestinação; Graça Comum; Divina Providência; Queda e Pecado original; Depravação Total; Vocação eficaz; Expiação eficaz; Eleição Incondicional; Perseverança dos santos; Justificação pela fé; Ordo salutis reformada; Dois sacramentos (Batismo e Eucaristia), Aliancismo, inerrância bíblica, o Complementarianismo e a importância da tradição cristã.
Além disso, a DFFRM declara que só deve ser permitido entre os cristãos o casamento monogâmico e heterossexual e o sexo só pode ser praticado entre pessoas casadas. A dissolução do casamento pelo divórcio só é permita em caso de adultério ou se o cônjuge incrédulo abandonar, irreversivelmente, seu cônjuge cristão. 
A Declaração permite o planejamento familiar e a ortotanásia, mas se opõe ao aborto, barriga de aluguel, doação de esperma e clonagem humana.
Na escatologia, a DFFRM nega o sono da alma, afirma que os "últimos dias" tiveram início na descida no Espírito Santo no dia de Pentecostes e que Jesus voltará de forma visível e gloriosa, para ressuscitar todos os mortos e julgar o mundo. Ainda assim, a declaração não define uma posição escatológica rígida, descrevendo posições amilenaristas, mas admitindo a existência de milenistas entre as igrejas membros.

### Ordenação de mulheres
Diferente da Comunhão Mundial das Igrejas Reformadas, que apoia oficialmente a ordenação de mulheres, e da Conferência Internacional das Igrejas Reformadas, que proíbe a filiação de denominações que ordenam mulheres como presbíteras ou pastoras, em 2022, a FRM publicou uma Declaração sobre Eclesiologia, na qual reconheceu a diversidade de posições entre seus membros quanto a ordenação de mulheres.
Ainda assim, a maioria esmagadora (75 das 83 denominações membros) da igrejas da FRM, o que inclui as algumas das maiores denominações (em número de membros) da comunhão, tais como a Igreja Presbiteriana do Brasil, Igreja Presbiteriana na América, Igreja Nacional Presbiteriana do México, Igreja Presbiteriana da Austrália e Igreja Presbiteriana na Coreia (HapDong), rejeita e proíbe a ordenação de mulheres como pastoras, presbíteras ou diaconisas.
Por outro lado, a Igreja Presbiteriana Evangélica (EUA), Ordem do Pacto dos Presbiterianos Evangélicos e Igreja Cristã Reformada na América do Norte, que juntas representam a maioria dos membros da FRM nos Estados Unidos, bem como a Igreja Evangélica Reformada da Lituânia, Ordem do Pacto dos Presbiterianos Evangélicos (Argentina), Igreja Evangélica Presbiteriana na Polônia e Igreja Cristã Reformada do Sri Lanka, são as 7 únicas denominações membros conhecidas por promover a ordenação de mulheres em todos os ofícios.
Já a Igreja Presbiteriana Reformada Associada (EUA) permite que suas igrejas locais escolham quanto a ordenação de diaconisas, mas proíbe a ordenação de presbíteras ou pastoras.

## Denominações membros
[[File:Países com denominações membros e missões dos membros da Fraternidade Reformada Mundial.png|thumb|400px|{{pt|
]]

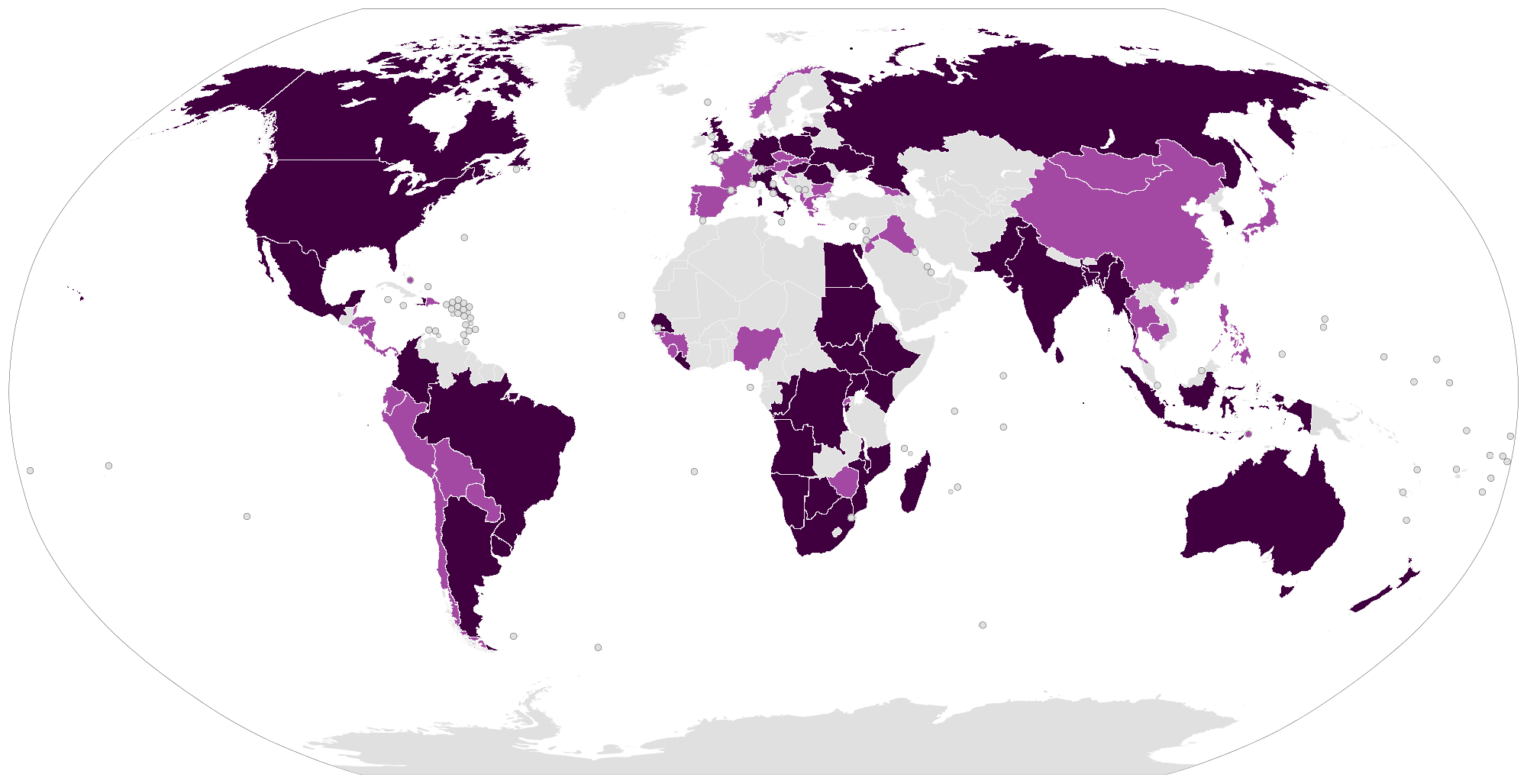
pt|
Países com denominações membros da Fraternidade Reformada Mundial.
Países com missões das denominações membros da Fraternidade Reformada Mundial.

A partir de abril de 2025, havia 83 denominações membros:
| País                                   | Sub-família denominacional | Denominação                                                            | Número de congregações | Número de membros | Ano       |
| -------------------------------------- | -------------------------- | ---------------------------------------------------------------------- | ---------------------- | ----------------- | --------- |
| África do Sul                          | Reformados continentais    | Igreja Cristã Reformada na África do Sul                               | 19                     | 2.500             | 1984      |
| África do Sul, Namíbia e Botsuana      | Reformados continentais    | Igrejas Reformadas na África do Sul                                    | 382                    | 76.812            | 2022      |
| Alemanha                               | Batistas reformados        | Igreja Livre Reformada na Alemanha                                     | 2                      | -                 | 2024      |
| Angola                                 | Presbiterianos             | Igreja Presbiteriana de Angola                                         | 100                    | 60.000            | 2023      |
| Argentina                              | Anglicanos reformados      | Igreja Anglicana Episcopal Ortodoxa (Buenos Aires)                     | -                      | -                 | -         |
| Argentina                              | Presbiterianos             | Comunidade Presbiteriana o Redentor                                    | -                      | -                 | -         |
| Austrália                              | Presbiterianos             | Igreja Presbiteriana da Austrália                                      | 523                    | 26.137            | 2023      |
| Austrália                              | Presbiterianos             | Igreja Presbiteriana Westminster da Austrália                          | 16                     | 900               | 2004      |
| Austrália                              | Presbiterianos             | Igreja Presbiteriana do Leste da Austrália                             | 16                     | 719               | 2016      |
| Bangladesh                             | Presbiterianos             | Igreja Presbiteriana de Bangladesh (Presbyterian Church of Bangladesh) | 26                     | -                 | 2011      |
| Bangladesh                             | Presbiterianos             | Igreja Presbiteriana Bangladesh (Bangladesh Presbyterian Church)       | 13                     | -                 | 2017      |
| Bangladesh                             | Presbiterianos             | Igreja Presbiteriana Graça de Bangladesh                               | -                      | -                 | -         |
| Bangladesh                             | Presbiterianos             | Igreja Isa-e                                                           | 125                    | 6.000             | 2015      |
| Bangladesh                             | Reformados continentais    | Igreja Evangélica Reformada de Bangladesh                              | -                      | -                 | -         |
| Bangladesh                             | Reformados continentais    | Igreja Evangélica Reformada de Bangladesh de Bandarban, Tripura        | -                      | -                 | -         |
| Bangladesh                             | Batistas reformados        | Igreja da Casa de Oração Esmirna em Bangladesh                         | -                      | -                 | -         |
| Bangladesh                             | Batistas reformados        | Igreja da Confiança Tiatira Bangladesh                                 | -                      | -                 | -         |
| Brasil                                 | Presbiterianos             | Igreja Presbiteriana do Brasil                                         | 5.420                  | 702.947           | 2021      |
| Brasil                                 | -                          | Igreja Cristã Nações Para Cristo                                       | -                      | -                 | -         |
| Burundi                                | Reformados continentais    | Igreja Cristã Reformada no Burundi                                     | -                      | -                 | -         |
| Burundi                                | -                          | Igreja do Reavivamento do Espírito Santo                               | -                      | -                 | -         |
| Canadá                                 | Reformados continentais    | Igreja Reformada de Quebec                                             | 5                      | 400               | 2018      |
| Colômbia                               | Presbiterianos             | Igreja Unida de Cristo na Colômbia                                     | -                      | -                 | -         |
| Congo (República Democrática do Congo) | Presbiterianos             | Igreja Presbiteriana Kivu                                              | -                      | -                 | -         |
| Congo (República Democrática do Congo) | Reformados continentais    | Comunidade Reformada de Katanga                                        | -                      | -                 | -         |
| Congo (República do Congo)             | Presbiterianos             | Igrejas Presbiterianas Unidas do Congo                                 | -                      | -                 | -         |
| Coreia do Sul                          | Presbiterianos             | Igreja Presbiteriana na Coreia (HapDong)                               | 11.832                 | 2.250.530         | 2023      |
| Egito                                  | -                          | Igreja do Evangelho da Paz do Egito                                    | -                      | -                 | -         |
| Etiópia                                | Batistas reformados        | Igreja Batista Raisin Power da Etiópia                                 | -                      | -                 | -         |
| Estados Unidos da América              | Presbiterianos             | Igreja Presbiteriana na América                                        | 1.964                  | 400.751           | 2024      |
| Estados Unidos da América              | Presbiterianos             | Igreja Presbiteriana Reformada Associada (EUA)                         | 260                    | 25.692            | 2021      |
| Estados Unidos da América              | Presbiterianos             | Igreja Presbiteriana Evangélica (EUA)                                  | 626                    | 119.931           | 2024      |
| Estados Unidos da América              | Reformados continentais    | Igreja Evangélica Reformada na América                                 | -                      | -                 | -         |
| Estados Unidos da América              | Presbiterianos             | Ordem do Pacto dos Presbiterianos Evangélicos (ECO)                    | 400                    | 127.000           | 2022      |
| Estados Unidos da América              | Reformados continentais    | Igreja Cristã Reformada na América do Norte                            | 981                    | 183.710           | 2025      |
| Estados Unidos da América              | Anglicanos reformados      | Igreja Episcopal Unida da América do Norte                             | 26                     | -                 | -         |
| Haiti                                  | -                          | União das Igrejas da Comunidade Cristã do Haiti                        | -                      | -                 | -         |
| Romênia, Ucrânia e Hungria             | Presbiterianos             | Igreja Presbiteriana Reformada da Europa Central e Oriental            | 25                     | 370               | 2022      |
| Índia                                  | Anglicanos reformados      | Concílio de Igrejas Reformadas da Índia                                | -                      | -                 | -         |
| Índia                                  | Batistas reformados        | Conselho da Igreja Batista Telugu                                      | -                      | -                 | -         |
| Índia                                  | Anglicanos reformados      | Dioceses do Ministério da Cruz Celta da Índia                          | -                      | -                 | -         |
| Índia                                  | Reformados continentais    | Fraternidade Cristã Reformada da Índia                                 | 300                    | -                 | 2019      |
| Índia                                  | -                          | Igreja Evangélica Malankara                                            | 3                      | -                 | 2024      |
| Índia                                  | Reformados continentais    | Igreja Reformada da Índia                                              | -                      | -                 | -         |
| Índia                                  | Presbiterianos             | Igreja Reformada Presbiteriana na Índia                                | 10                     | -                 | (2022)    |
| Índia                                  | Anglicanos reformados      | Igreja Cristã Missão Índia                                             | -                      | -                 | -         |
| Índia                                  | Presbiterianos             | Igreja Presbiteriana na Índia (Reformada)                              | 50                     | 10.000            | 2015      |
| Índia                                  | Presbiterianos             | Igreja Presbiteriana Reformada da Índia                                | 10                     | 3.000             | 2004      |
| Índia                                  | Presbiterianos             | Igreja Presbiteriana Reformada Índia                                   | -                      | -                 | -         |
| Índia                                  | Presbiterianos             | Igreja Presbiteriana Reformada do Nordeste da Índia                    | 105                    | 11.376            | 2021      |
| Índia                                  | Reformados continentais    | Igreja Reformada Evangélica da Índia                                   | 84                     | 4.627             | 2022      |
| Índia                                  | Anglicanos reformados      | Igreja Unida da Índia                                                  | -                      | -                 | -         |
| Indonésia                              | Reformados continentais    | Igreja Evangélica Reformada Indonésia                                  | 74                     | 7.000             | 2011      |
| Itália                                 | Batistas reformados        | Igrejas Evangélicas Reformadas Batistas na Itália                      | 14                     | 500               | 2020      |
| Libéria                                | -                          | Templo Emmanuel (Sinkor, Monrovia)                                     | -                      | -                 | -         |
| Lituânia                               | Reformados continentais    | Igreja Evangélica Reformada da Lituânia                                | 14                     | 7.000             | 2008      |
| Madagáscar                             | Reformados continentais    | Igreja Protestante da Ambohimalaza-Firaisiana                          | -                      | -                 | -         |
| Malawi                                 | Presbiterianos             | Igreja Presbiteriana Evangélica do Malawi e Moçambique                 | 90                     | 15.000            | 2016      |
| México                                 | Presbiterianos             | Igreja Presbiteriana Nacional do México                                | 6.000                  | 2.800.000         | 2010      |
| Myanmar                                | Reformados continentais    | Igreja Reformada Bíblica em Myanmar                                    | -                      | -                 | -         |
| Myanmar                                | Reformados continentais    | Igreja Cristã Reformada de Myanmar                                     | 50                     | 5.000             | 2004      |
| Myanmar                                | Reformados continentais    | Comunidade de Igrejas Reformadas em Myanmar                            | -                      | -                 | -         |
| Myanmar                                | Reformados continentais    | Igreja Evangélica Reformada de Myanmar                                 | 40                     | 7.000             | 2010      |
| Myanmar                                | Presbiterianos             | Igreja Presbiteriana Reformada em Myanmar                              | 35                     | 2.500             | 2021      |
| Nova Zelândia                          | Presbiterianos             | Igreja Presbiteriana da Graça da Nova Zelândia                         | 25                     | -                 | -         |
| Paquistão                              | Reformados continentais    | Igreja Reformada Sutlej do Paquistão                                   | 20                     | -                 | -         |
| Polônia                                | Presbiterianos             | Igreja Evangélica Presbiteriana na Polônia                             | 4                      | 120               | 2024      |
| Quênia                                 | Presbiterianos             | Igreja Presbiteriana Evangélica África                                 | 100                    | 10.000            | 2022      |
| Reino Unido                            | Presbiterianos             | Igrejas Presbiterianas Associadas                                      | 9                      | 200               | 2021      |
| Reino Unido                            | Presbiterianos             | Igreja Livre da Escócia                                                | 126                    | 11.700            | 2024      |
| Rússia                                 | Reformados continentais    | Igreja Evangélica Reformada da Rússia                                  | 15                     | 350               | 2010      |
| Senegal                                | Presbiterianos             | Igreja Presbiteriana do Senegal                                        | 20                     | 800               | 2017      |
| Sri Lanka                              | Reformados continentais    | Igreja Cristã Reformada do Sri Lanka                                   | 41                     | 3.000             | 2014      |
| Sudão e Sudão do Sul                   | Reformados continentais    | Igrejas Reformadas Sudanesas                                           | 34                     | 6.000             | 2023      |
| Uganda                                 | Presbiterianos             | Igreja Presbiteriana no Uganda                                         | 87                     | 3.047             | 2019      |
| Uganda                                 | Presbiterianos             | Igreja Presbiteriana Reformada no Uganda                               | 12                     | 5.000             | 2004      |
| Uganda                                 | Presbiterianos             | Igreja Presbiteriana da Adoração Comunitária                           | -                      | -                 | -         |
| Uganda                                 | Reformados continentais    | Igreja Reformada Aliança no Uganda                                     | -                      | -                 | -         |
| Uganda                                 | -                          | Ministério Graça Maior (Kampala, Uganda)                               | -                      | -                 | -         |
| Uganda                                 | -                          | Igreja do Rei (Kampala, Uganda)                                        | -                      | -                 | -         |
| Uganda                                 | Presbiterianos             | Igreja Presbiteriana Reformada na África (Uganda)                      | 8                      | 619               | 2022      |
| Uganda                                 | Presbiterianos             | Igreja Presbiteriana Nova Vida de Uganda                               | 2                      | 1.000             | 2004      |
| Uruguai                                | Presbiterianos             | Igreja Presbiteriana do Uruguai                                        | 2                      | 150               | 2023      |
| Mundo                                  | Total                      | Fraternidade Reformada Mundial                                         | 30.145                 | 6.899.388         | 2004-2024 |

### Perfil dos membros
Denominações membros da Fraternidade Reformada Mundial pelo número de membros individuais
A Fraternidade Reformada Mundial é constituída em sua grande maioria (mais de 95,59% dos membros individuais) por denominações presbiterianas. Os reformados continentais representam o segundo maior grupo dentro da FRM, com 4,40% dos membros. Os 0,01% dos membros restantes são anglicanos reformados, batistas reformados e outras denominações.

## Ex-membros
São ex-membros da FRM:
- África do Sul
  - Igreja Anglicana Evangélica Reformada da África do Sul
  - Igreja Reformada Holandesa da África (NHKA)
- Bangladesh
  - Igreja da Paz Bangladesh
- Benin
  - Igreja do Reavivamento das Nações
- Bolívia
  - Igreja Presbiteriana da Bolívia
- Burundi
  - Igreja Protestante Reformada do Burundi
- Colômbia
  - Igreja Reformada da América Latina
- Costa do Marfim
  - Igreja Evangélica Presbiteriana da Costa do Marfim
  - Missão Voile Déchiré, Abidjan, Costa do Marfim
- Croácia
  - Igreja Cristã Protestante Reformada na Croácia
- Estados Unidos da América
  - Igreja Internacional Pacificação de Cristo, Raleigh NC
  - Igrejas Batistas Reformadas na América do Norte
  - Igreja Cristã Unida e Instituto Bíblico, EUA
- Filipinas
  - Assembleia Geral da Igreja Presbiteriana das Filipinas
  - Presbitério do Norte da Região da Capital Nacional da Igreja Presbiteriana das Filipinas[88]
- Índia
  - Igreja Presbiteriana da Índia
  - Igreja Presbiteriana do Sul da Índia
  - Igreja Presbiteriana Livre da Índia Central
- Malawi
  - Igreja Presbiteriana Reformada Associada no Malawi
- Myanmar
  - Igreja Evangélica Presbiteriana do Myanmar
  - Igrejas Reformadas Unidas em Myanmar
- Nepal
  - Igrejas Reformadas Nepalesas
  - Igreja Presbiteriana Aashish
  - Igreja Reformada do Nepal
- Nigéria
  - Ministério de Cura de Deus Lagos, Nigéria
- Peru
  - Igreja Evangélica Presbiteriana do Peru
- República Democrática do Congo
  - Igreja Evangélica Reformada na República Democrática do Congo
  - Igreja Presbiteriana na República Democrática do Congo Oriental
- Paquistão 
  - Igreja Presbiteriana Unida do Paquistão
- Ruanda
  - Igreja Presbiteriana Reformada na África (Ruanda)
- Serra Leoa
  - Igreja Presbiteriana de Serra Leoa
  - Igreja Presbiteriana Monte Sião de Serra Leoa
- Sérvia
  - Igreja Cristã Protestante Reformada na Sérvia
- Trinidad e Tobago
  - Igrejas Reformadas Bíblicas de Trinidad e Tobago
- Uganda
  - Ministério dos Órfãos e Viúvas

## Diferença de outras comunhões globais
A Fraternidade Reformada Mundial (FRM) é diferente de outras comunhões reformadas globais por permitir uma amplo espectro de igrejas para a adesão. Enquanto a Conferência Internacional das Igrejas Reformadas só permite a adesão de presbiterianos e reformados continentais, a FRM inclui, além destes, os batistas reformados, os aglicanismo reformados, congregacionais e pentecostais reformados. Isso se dá porque sua base confessional é extremamente ampla, permitindo qualquer posição sobre batismo, ordenação, escatologia, eclesiologia e pneumatologia.
Até mesmo a Comunhão Mundial das Igrejas Reformadas, amplamente liberal e ecumênica, não aceita batistas, anglicanos ou pentecostais como membros plenos e os considera outras famílias denominacionais. Sob essa perceptiva, a Fraternidade Reformada Mundial aplica um novo conceito de Cristianismo Reformado, dando-o amplitude maior do que ele historicamente significou.